# William Shea (Jurist)

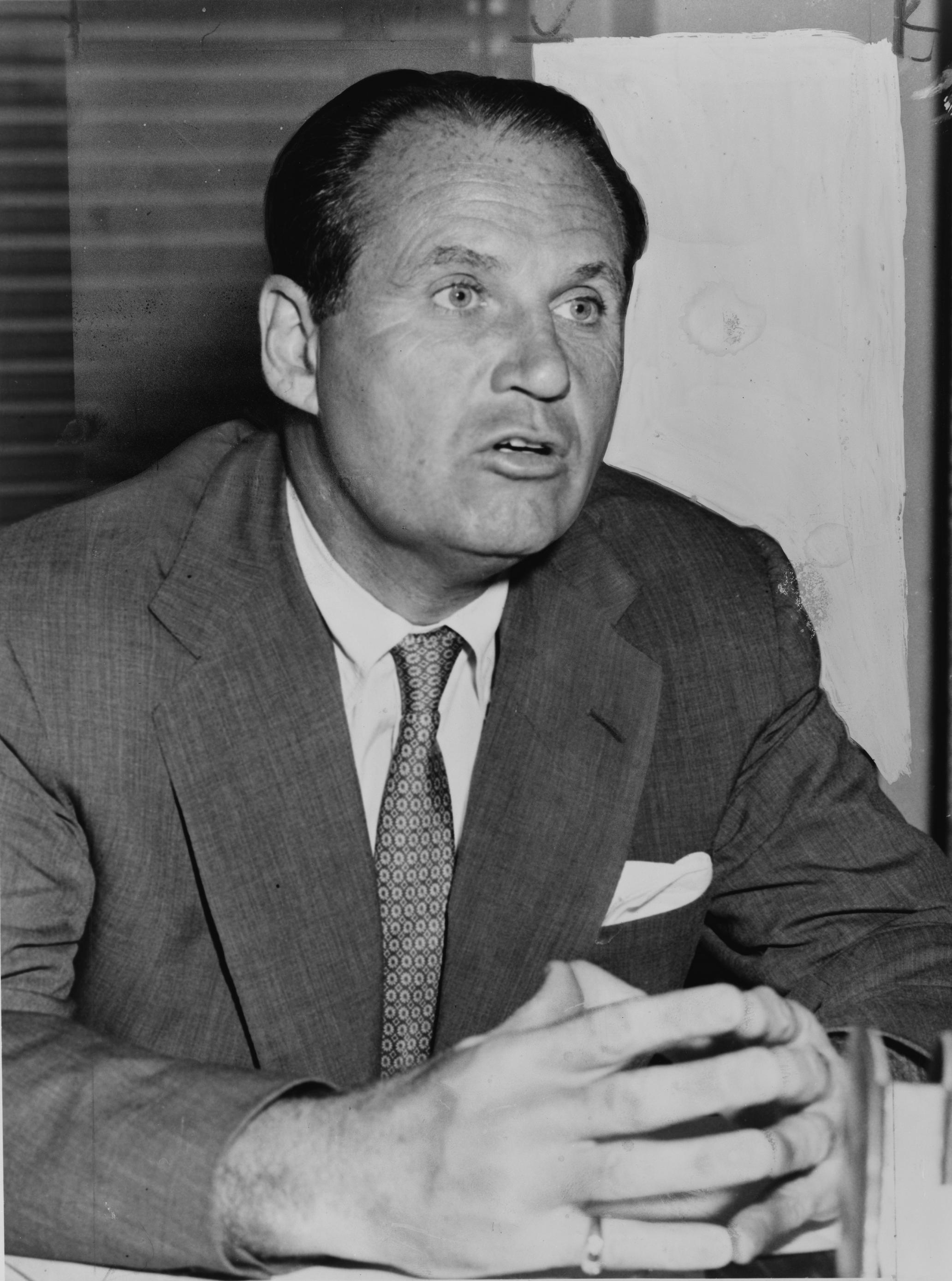
Bill Shea (1959)

Will Alfred „Bill“ Shea (* 21. Juni 1907 in New York City, New York; † 21. Oktober 1991 ebenda) war ein US-amerikanischer Anwalt, der durch sein Mitwirken an der Rückkehr des National League Baseball nach New York bekannt wurde, nachdem die Brooklyn Dodgers und die New York Giants die Stadt in Richtung Kalifornien verlassen hatten. Nach ihm war das ehemalige (bis 2009 existierende) Baseball-Stadion der New York Mets, das Shea Stadium in Queens benannt.

## Leben
William A. Shea studierte an der Georgetown University und in Harvard Jura. Zudem war er Teilhaber des NFL-Teams Boston Yanks. 1957 wurde er vom New Yorker Bürgermeister Robert F. Wagner gebeten, Vorsitzender eines Komitees zu werden, das zur Aufgabe hatte, die National League wieder nach New York zu holen. Shea versuchte als erstes, ein bereits existierendes Franchise nach New York zu holen, doch die Cincinnati Reds, Philadelphia Phillies und Pittsburgh Pirates lehnten allesamt das Angebot ab. Shea versuchte die Ligen aufstocken zu lassen, um Platz für ein neues Team zu schaffen, doch dies wurde ebenfalls abgelehnt.

## Wirken im Baseball
1959 kündigte Shea zusammen mit Branch Rickey an, eine dritte Major League, die Continental League zu gründen, die 1961 den Spielbetrieb aufnehmen sollte. Durch diesen Vorstoß konnte Shea die etablierten Ligen, die American League und die National League dazu bewegen einer Erweiterung der Ligen zuzustimmen, wenn keine neue Liga gegründet würde. So wurde 1961 die American League um die Los Angeles Angels und die Washington Senators (heute: Minnesota Twins) sowie 1962 die National League um die New York Mets und die Houston Colt .45s (heute: Houston Astros) erweitert. Nach diesem Zugeständnis, welches ein National League Team nach New York brachte, verwarf Shea die Gründung der Continental League.
Die New York Mets bestritten ihr erstes Spiel 1962. Im Jahr 1964 dann bestritten sie ihr erstes Match im neuen Stadion in Flushing, Queens, welches nach dem Patriarch der Mets Shea Stadium genannt wurde.